# Distribució gamma normal-inversa
En teoria i estadística de probabilitats, la distribució gamma normal inversa (o distribució gamma inversa gaussiana) és una família de quatre paràmetres de distribucions de probabilitat contínues multivariades. És l'a priori conjugat d'una distribució normal amb mitjana i variància desconegudes.

## Definició
Suposem
{\displaystyle x\mid \sigma ^{2},\mu ,\lambda \sim \mathrm {N} (\mu ,\sigma ^{2}/\lambda )\,\!}té una distribució normal amb mitjana {\displaystyle \mu } i la variància {\displaystyle \sigma ^{2}/\lambda }, on
{\displaystyle \sigma ^{2}\mid \alpha ,\beta \sim \Gamma ^{-1}(\alpha ,\beta )\!}
té una distribució gamma inversa. Aleshores {\displaystyle (x,\sigma ^{2})} té una distribució gamma normal-inversa, denotada com
{\displaystyle (x,\sigma ^{2})\sim {\text{N-}}\Gamma ^{-1}(\mu ,\lambda ,\alpha ,\beta )\!.}
({\displaystyle {\text{NIG}}} també s'utilitza en lloc de {\displaystyle {\text{N-}}\Gamma ^{-1}.})
La distribució normal-inversa-Wishart és una generalització de la distribució normal-inversa-gamma que es defineix sobre variables aleatòries multivariables.

## Caracterització[4]

### Funció de densitat de probabilitat
{\displaystyle f(x,\sigma ^{2}\mid \mu ,\lambda ,\alpha ,\beta )={\frac {\sqrt {\lambda }}{\sigma {\sqrt {2\pi }}}}\,{\frac {\beta ^{\alpha }}{\Gamma (\alpha )}}\,\left({\frac {1}{\sigma ^{2}}}\right)^{\alpha +1}\exp \left(-{\frac {2\beta +\lambda (x-\mu )^{2}}{2\sigma ^{2}}}\right)}

### Funció de distribució acumulada
{\displaystyle F(x,\sigma ^{2}\mid \mu ,\lambda ,\alpha ,\beta )={\frac {e^{-{\frac {\beta }{\sigma ^{2}}}}\left({\frac {\beta }{\sigma ^{2}}}\right)^{\alpha }\left(\operatorname {erf} \left({\frac {{\sqrt {\lambda }}(x-\mu )}{{\sqrt {2}}\sigma }}\right)+1\right)}{2\sigma ^{2}\Gamma (\alpha )}}}